# Kanton Lorrez-le-Bocage-Préaux
Kanton Lorrez-le-Bocage-Préaux is een voormalig kanton van het Franse departement Seine-et-Marne. Het kanton maakte deel uit van het  arrondissement Fontainebleau. Op 22 maart 2015 werd het kanton opgeheven en werden de gemeenten opgenomen in het aangrenzende kanton Nemours.

## Gemeenten
Het kanton Lorrez-le-Bocage-Préaux omvatte de volgende gemeenten:
- Blennes
- Chevry-en-Sereine
- Diant
- Égreville
- Flagy
- Lorrez-le-Bocage-Préaux (hoofdplaats)
- Montmachoux
- Noisy-Rudignon
- Paley
- Remauville
- Saint-Ange-le-Viel
- Thoury-Férottes
- Vaux-sur-Lunain
- Villebéon
- Villemaréchal
- Voulx